# Segelfluggelände Agathazeller Moos

i7
i11
i13
Das Segelfluggelände Agathazeller Moos (Eigenbezeichnung: Flugplatz Agathazell) ist ein Segelfluggelände, das nur 800 Meter östlich des Stadtrands von Immenstadt und knapp 2,5 km nördlich der Stadt Sonthofen in Agathazell in der Gemeinde Burgberg liegt. Es ist das südlichste Segelfluggelände Deutschlands.

## Verein
Das Segelfluggelände und die Gebäude werden von der Luftsportgemeinschaft Oberallgäu e. V. betrieben. Die stationierten Luftfahrzeuge befinden sich im Besitz des Luftsportvereins Agathazell e. V. Die beiden Vereine haben 162 Mitglieder, von denen 61 aktiv sind (Stand: März 2017).

## Gelände
Auf dem Gelände befindet sich das Vereinsgebäude mit angebauter Garage und Werkstatt. Es gibt zwei Hangars mit aufgesetztem Tower. Eine Tankstelle stellt MoGas und Diesel zur Verfügung. Die fest stationierte Winde verfügt über einen verschiebbaren Unterstand. Die Landebahn besteht aus Doppel-T-Pflaster (auch Knochensteine genannt) und wird von einer beschrankten Zufahrtsstraße unterbrochen.

## Ausbildung
Der Luftsportverein Agathazell e. V. bietet auf dem Gelände die Ausbildung zum Segelflugzeugführer, Reisemotorseglerführer und Luftsportgeräteführer an. Außerdem wird im Segelkunstflug ausgebildet.

## Stationierte Luftfahrzeuge
- 1 Avo 68 / Samburo
- 1 Eurostar EV97 SL
- 1 Glaser-Dirks DG-800
- 1 Janus CM
- 1 Discus-2b
- 1 ASK21
- 1 Glaser-Dirks DG-100
- 1 Bergfalke III
- 1 L-Spatz